# Rudolph Rustimo

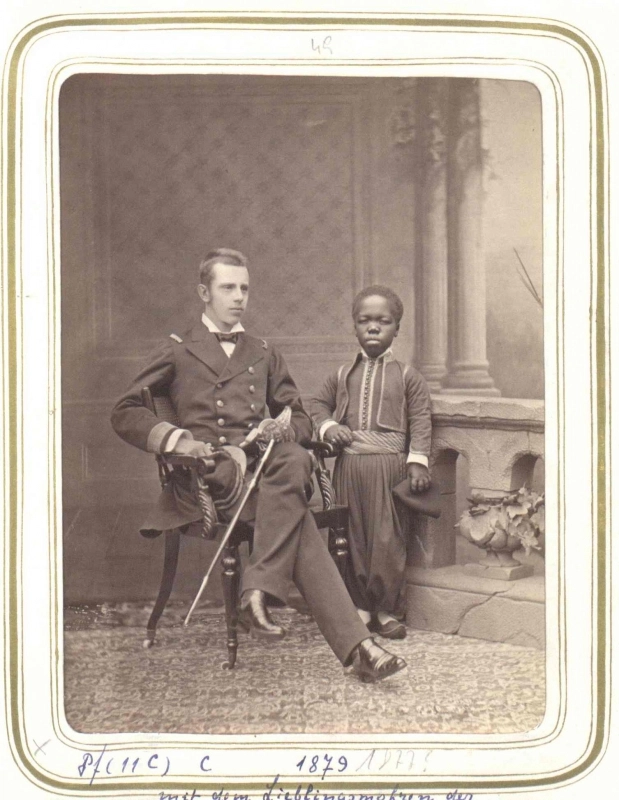
Rudolph Rustimo en Rudolf van Oostenrijk in 1878

Rudolph Rustimo (Soedan?, ca. 1861 – Ybbs, 1892) was een (vermoedelijk) Soedanese, jongen die in 1876 door de Egyptische kedive Ismail Pasja cadeau werd gedaan aan de Oostenrijkse keizerin Elisabeth.
De zwarte jongen baarde veel opzien in Wenen, waar hij aanvankelijk dienstdeed als speelkameraadje voor Elisabeths dochter Marie Valerie. Bewaard is een foto, waarop Rustimo te zien is terwijl hij een partijtje damt met Marie Valerie. Omdat het leden van de keizerlijke familie niet toegestaan was om te gaan met heidenen, werd Rustimo op 26 mei 1878 gedoopt. Kroonprins Rudolf trad op als peter  van Rustimo, die bij het doopsel de doopnaam Rudolph kreeg. In Bad Ischl kreeg de jongen les in Duits en rekenen. Hij kreeg een functie als lakei aan het Weense hof.
Veel rumoer ontstond toen de keizerin Rudolph op 20 oktober 1877 als begeleider van haar dochter liet optreden bij het huwelijk van haar nichtje Marie Louise van Wallersee. Later verloor keizerin Elisabeth haar belangstelling voor de jongeman. Hij werd van het hof weggestuurd naar Ybbs, waar hij aanvankelijk werkte als boekbinder en waar hij in 1892 overleed.